# 178
| Calendário gregoriano                                                        | 178 CLXXVIII                   |
| Ab urbe condita                                                              | 931                            |
| Calendário arménio                                                           | -374 – -373                    |
| Calendário bahá'í                                                            | -1666 – -1665                  |
| Calendário budista                                                           | 722                            |
| Calendário chinês                                                            | 2874 – 2875                    |
| Calendário copta                                                             | -106 – -105                    |
| Calendário etíope                                                            | 170 – 171                      |
| Calendários hindus - Vikram Samvat - Calendário nacional indiano - Cáli Iuga | 233 – 234 99 – 100 3278 – 3279 |
| Calendário Holoceno                                                          | 10178                          |
| Calendário islâmico                                                          | 458 BH – 457 BH                |
| Calendário judaico                                                           | 3938 – 3939                    |
| Calendário persa                                                             | 444 BP – 443 BP                |
| Calendário rúnico                                                            | 428                            |
| Calendário solar tailandês                                                   | 721                            |

178 (CLXXVIII na numeração romana) foi um ano comum do século II do Calendário Juliano, da Era de Cristo, a sua letra dominical foi E (52 semanas), teve início e término numa quarta-feira.
| Ano completo                        |
| ----------------------------------- |
| Ano comum com início à quarta-feira |

## Mortes
- Ptolomeu, polimata grego